# 艾芬·沙赫里亞里
艾芬·沙赫里亞里 (波斯語：عرفان شهریاری; 2002年5月19日—)是伊朗足球運動員，目前效力於伊朗職業足球聯賽培坎足球俱樂部司職中場。

## 俱樂部生涯

### 培坎
他在2020-21年伊朗職業足球聯賽第28輪對上Machine Sazi F.C.的比賽上，為他在培坎足球俱樂部的首次上場，他是替補穆罕默德·阿敏·達爾維希。